# Ґеріл Снорреґґен
Ґеріл Снорреґґен  (норв. Gøril Snorroeggen, 15 лютого 1985) — норвезька гандболістка, олімпійська чемпіонка.

## Виступи на Олімпіадах
| Олімпіада   | Дисципліна | Місце |
| ----------- | ---------- | ----- |
| Пекін 2008  | гандбол    | 1     |
| Лондон 2012 | гандбол    | 1     |